# 若夫季亞爾
45°51′57″N 29°55′24″E / 45.86583°N 29.92333°E
若夫蒂-亞爾（烏克蘭語：Жовтий Яр）是位於烏克蘭西南部的村莊，由敖德萨州裡比爾霍羅德-德涅斯特羅夫斯基區的迪維濟亞市鎮負責管轄。該村始建於1944年，面積1.92平方公里，海拔高度2米，2001年人口772。